# Швецов, Василий Георгиевич
Василий Георгиевич Швецов (10 апреля 1961 года, село Аратское Челябинской области) — российский политический деятель, депутат Государственной думы VI созыва (2011—2016), член Совета Палаты депутатов партии Справедливая Россия – За Правду, депутат Законодательного собрания Челябинской области VII созыва.

## Биография
С отличием окончил Усть-Катавское профессиональное училище по специальности «слесарь-инструментальщик». В 1979 году поступил в Свердловский инженерно-педагогический институт, который окончил в 1984 году. По распределению попал в Челябинск, работал на Челябинском кузнечно-прессовом заводе. Был призван в армию, служил в группе советских войск в Германии. После окончания срочной службы вернулся на работу в ЧКПЗ, прошёл трудовой путь от мастера колёсного цеха до заместителя генерального директора по персоналу и социальному развитию.
В 2002 году награждён почетной грамотой Министерства промышленности, науки и технологий за личный вклад в развитие российского машиностроения. В марте 2005 года был избран депутатом Челябинской городской думы ΙΙΙ созыва, в думе вошёл в комиссию по местному самоуправлению и обеспечению жизнедеятельности населения. С 2010 года стал членом Общественной палаты Челябинской области. В 2011 году получил звание «Почетный машиностроитель».
В 2011 году избран в Государственную думу по партийному списку «Справедливой России».
В сентябре 2016 года участвовал в выборах в Государственную Думу VII созыва по Металлургическому избирательному округу № 190, занял 2 место.
В сентябре 2020 года избран депутатом Законодательного собрания Челябинской области VII созыва. В настоящий момент возглавляет Комитет по регламенту и депутатской этике, а также является руководителем фракции «Справедливая Россия - За правду» в Законодательном Собрании Челябинской области.
На выборах депутатов Государственную Думу VIII созыва баллотировался по Челябинскому одномандатному избирательному округу № 189, победив в Калининском, Курчатовском и Центральном районе города Челябинска.
Женат, двое взрослых детей.